# Raymond Baratto
Raymond Baratto est un footballeur français né le 23 janvier 1934 à Amnéville et mort le 16 avril 2022 à Richemont. Joueur de petit gabarit, il a évolué comme milieu de terrain au Stade de Reims dans les années 1950.

## Biographie
Quatrième et dernier enfant de Joseph et Emma, deux Italiens d’origine lombarde, Raymond Baratto naît en Moselle. 
À la suite d'un stage de détection aux côtés de nombreux autres lorrains, il parvient à ses fins en décrochant un contrat dans l’antre du Stade de Reims (en 1952). C’est donc une joie totale qui s’empare du junior amnévillois. Dans un club faiseur d’or, Raymond Baratto distille sa note personnelle. Grâce à un vrai respect du jeu, Reims est l’incontestable vitrine du football français. La présence à la barre du tandem Batteux-Germain n’est pas étrangère à cette dynamique de succès. 
Progressivement, Raymond Baratto prend part aux agapes et le champagne coule à flots. Le 18 mai 1958 au stade de Colombes, il remporte la Coupe de France face à Nîmes (3-1). Cette même année, il s’adjuge le championnat de France grâce à trente-quatre réalisations de Just Fontaine. Deux ans plus tard, ce même canonnier, auteur de vingt-huit buts, poinçonne un nouveau passeport national, au plus grand bonheur de toute une région et de l’Amnévillois. Ce dernier savoure toutes ces victoires. Sous les lumières zénithales du football français, Reims séduit. C’est quasi identique sur la scène européenne. Malheureusement, le 3 juin 1959 en finale de la Coupe des Clubs Champions, au Neckar Stadion de Stuttgart en Allemagne, Raymond Baratto et ses partenaires subissent la suprématie espagnole du Réal de Madrid (2-0). Son seul fait d’armes chez les « Bleus » demeure à une participation aux Olympiades de Rome, en 1960. Invité à se produire sur les pelouses de la ville éternelle, il est le premier lorrain sélectionné aux Jeux olympiques au titre de football. Son odyssée romaine se clôture au stade des quarts de finale à la suite d'une défaite déroutante face aux Brésiliens (7-2). 
Au retour de son escapade transalpine, Raymond Baratto s’envole pour la métropole lilloise. Son parcours sportif le mène ensuite sur les bords de l’Allier à Vichy, en tant que joueur-entraîneur. Conscient d’être au crépuscule de sa carrière, il devient moniteur d’éducation physique et sportive, et retrouve sa terre lorraine. Ce retour aux sources natales a la fraîcheur d’une cure de jouvence pour cet authentique mosellan, qui prend également les rênes du club d’Amnéville puis d’Hagondange,.

## Palmarès
- International olympique en 1960
- Champion de France en 1960 (avec le Stade de Reims)